# Automeris michoacana
Espèce
Automeris michoacana est une espèce de papillons de la famille des Saturniidae endémique du Mexique.

## Répartition
Les spécimens collectés d’Automeris michoacana l'ont été à une altitude de 1 600 m dans le bassin du río Balsas au Mexique.

## Biologie
Tous les spécimens connus ont été collectés en juin.

## Systématique
Le nom valide complet (avec auteur) de ce taxon est Automeris michoacana Balcázar-Lara (d), 2000,.

## Étymologie
Son épithète spécifique, michoacana, lui a été donnée en l'honneur de l'université Michoacana de San Nicolás de Hidalgo (en) où l'auteur a obtenu son Bachelor of Science lorsqu'il a collecté l'holotype de cette espèce.

## Publication originale
- (en) M.A. Balcázar-Lara, « A new species of Automeris (Lepidoptera: Saturniidae) from central Mexico », Entomological News, Philadelphie, vol. 111, no 5,‎ novembre 2000, p. 317-321 (ISSN 0013-872X, lire en ligne, consulté le 30 juin 2023).